# DJ Bambus
DJ Bambus, właśc. Sebastian Michalski (ur. 16 stycznia 1978), znany również jako Be-De-Jot i BDJ – polski DJ, zaliczany do prekursorów turntablizmu w Polsce. Sebastian Michalski znany jest przede wszystkim z występów w grupie muzycznej 3xKlan. Wraz z zespołem nagrał wydany w 1997 roku album pt. Dom pełen drzwi, który był nominowany do nagrody polskiego przemysłu fonograficznego Fryderyka w kategorii „najlepszy album rap/hip-hop”.
Współpracował także z zespołem Paktofonika, nie był jednak nigdy jego oficjalnym członkiem. Michalski zagrał wraz z grupą większość koncertów, które odbyły się w historii jej działalności. Nagrał także scratche na wszystkie płyty formacji: Kinematografia (2000), Jestem bogiem (EP, 2001) oraz Archiwum kinematografii (2002).
W 2001 roku wziął udział w projekcie Pijani Powietrzem wraz z którym nagrał nominowaną do Fryderyka płytę pt. Zawieszeni w czasie i przestrzeni (2002). Od 2003 roku wraz z Rahimem i Fokusem współtworzył formację Pokahontaz. Wraz z grupą nagrał wydany w 2005 roku album pt. Receptura. Scratche i cuty w wykonaiu DJ-a Bambusa znalazły się ponadto na płytach takich wykonawców jak: Buka, DonGURALesko, White House, Projektor, Lilu, Miuosh i Rahim.
W 2016 roku wydał z zespołem album REkolekcja, na którym znajdują się remiksy utworów grupy oraz utwór ''Nowy rozdział'', który zapowiadał nowy longplay Pokahontaz. W 2017 roku odszedł z zespołu i zastąpił go DJ West.
Jest rezydentem klubów: Parlament w Gdańsku, ETC w Krakowie, Aquarium w Opolu oraz Fraktal w Mikołowie.

## Dyskografia
Scratche i cuty
| Album                                                 | Rok  | Utwór | Źródło |
| ----------------------------------------------------- | ---- | --- | ------ |
| Paktofonika – Kinematografia                          | 2000 | „Priorytety”, „Gdyby...”, „Ja to ja”, „Powierzchnie tnące”, „ToNieMy”, „Nowiny”, „Jestem Bogiem”, „Rób co chcesz...” i „W moich kręgach"                                      | [ 8 ]  |
| Paktofonika – Jestem bogiem (EP)                      | 2001 | „Jestem Bogiem (Cenzor)”, „Stauo się !!! (Rah Solo)”, „Jestem Bogiem (Kipper Rmx)”, „Jestem Bogiem (Straho Rmx)” i „Jestem Bogiem (Foqsonik Rmx)”                             | [ 9 ]  |
| Paktofonika – Archiwum kinematografii                 | 2002 | „Play + Rec”, „Mechaniczna pomarańcza”, „Tak jak telewizor – Kipper RMX”, „Aż strach pomyśleć”, „Dejot rusza czarne puyty”, „Wielkie dzięki”, „W peunej gotowości” i „Znikam" | [ 10 ] |
| Rahim – Experyment: PSYHO                             | 2002 | Wymieniony jako gość w utworze: „Szury” | [ 20 ] |
| DonGURALesko – Opowieści z betonowego lasu            | 2002 | Wymieniony jako gość w utworze: „No i co?” (1000 Okien Rmx) | [ 21 ] |
| Pijani Powietrzem – Zawieszeni w czasie i przestrzeni | 2002 | „Fotki”, „Latający Holender”, „Miniatury”, „Zmysły, emocje”, „Myślę i nic”, „Późnym popołudniem”, „Mato” i „Ała"                                                              | [ 22 ] |
| MCF – Made in Poland                                  | 2002 | „Mistrz świata?”, „Wielkie boom”, „Miasto nie zasypia”, „Zawieszony”, „Fri tajm”, „Uczciwa forsa” i „Nie mów hop..."                                                          | [ 23 ] |
| Miuosh – Projekcje                                    | 2007 | „Intro”, „Przepisak”, „Meksyk”, „Caua prawda 2”, „Grim Fandango”, „Za mauo” i „Outro"                                                                                         | [ 24 ] |
| Miuosh – Maue LP                                      | 2007 | Wymieniony jako gość w utworze: „Poprzez texture" | [ 25 ] |
| Lilu – LA                                             | 2008 | „Żyję spox” i „Mruczanka" | [ 26 ] |
| MeriDialu – Dekada                                    | 2008 | Wymieniony jako gość w utworach: „To jest to co robie”, „Bez moralnych ograniczeń”, „Złodzieje pomysłów”, „Co masz zrobić jutro”, „Działkowicze” i „Relax”                    | [ 27 ] |
| 3oda Kru – Parchastyczny mikstejp                     | 2009 | „Pierszy heft” i „Piosenka robocza" | [ 28 ] |
| Grubson – O.R.S.                                      | 2009 | „Na szczycie" | [ 29 ] |
| Rahim – Podróże po amplitudzie                        | 2010 | „Dzisiaj" | [ 30 ] |
| Fokus – Prewersje                                     | 2011 | „Lament”, „V.I.P.”, „6ścian” i „Sny" | [ 31 ] |
| Buka – Pokój 003                                      | 2011 | Wymieniony jako gość w utworach: „Limit” i „Sprawdź środkowy” | [ 32 ] |
| Rahim – 33 Obroty Mixtape                             | 2011 | Wymieniony jako gość w utworze: „Lata 2007–2009” | [ 33 ] |
| Projektor – Remiraż                                   | 2011 | „Pisak”, „Niekończąca się opowieść”, „Nie poganiaj mnie”, „Wszyscy mają problem”, „Mirash” i „Ciche outro"                                                                    | [ 34 ] |
| White House – Kodex 4                                 | 2012 | „Się jaram" | [ 35 ] |
| Buka – Wspaniały widok na nic interesującego          | 2013 | „Pan antonim” i „Cyferblatów wichura" | [ 36 ] |
| Bu – Byk                                              | 2013 | „Saga trwa” i „Siła przebicia" | [ 37 ] |